# Барава
Барава (араб. مدينة ﺑﺮﺍﻭة, сом. Baraawe) — місто-порт на південному заході центральної частини Сомалі, оголошений столицею державного утворення Південно-Західне Сомалі, знаходиться в провінції Нижня Шабелле.

## Історія
Бараве входить в число найперших міст культури суахілі на східноафриканському узбережжі. Стверджують, що місто було засноване близько 900 року арабами з Ель-Хаси. Місто займали різні етнічні групи, зокрема тунні і джиду з Корьолей боролися за місто, і з ними було укладено союз. Сюди сталі стікатися мусульманські поселенці, і місто стало процвітаючим торговим та ісламським центром. Мухаммад аль-Ідрісі описував місто в XII столітті як арабо-ісламський острівець на сомалійському узбережжі.
У 1506 році місто було зруйноване португальськими військами та пізніше потрапив в португальські володіння, але за узбережжі вибухнули війни з Османською імперією (див. Португало-турецька війна (1580-1589)). В 1822 році місто потрапило до складу султанату Оман, а в 1856 до складу султанату Занзібар.
У 1889 році узбережжям заволоділи італійці і територія перебувала під їх контролем до 30-х років XX століття.
У 2009 році на півдні Сомалі посилилися радикальні ісламісти, і місто потрапило під контроль угруповання Харакат аш-Шабаб, з жовтня 2012 стала столицею, але в 2014 році після тривалої війни був зайнятий проурядовими військами та в листопаді проголошений столицею державного утворення Південно-Західне Сомалі.